# Stiftung Frauenhaus Zürich
Die Stiftung Frauenhaus Zürich ist die Trägerin des Frauenhauses Zürich Violetta und des Nachbetreuungsprojekts VistaNova. Das Frauenhaus Zürich Violetta bietet Schutz für Frauen mit und ohne Kinder, die von häuslicher Gewalt betroffen sind. Das Angebot umfasst Notunterkunft, Schutz und Sicherheit, psychosoziale Beratung und juristische Informationen. Das Frauenhaus ist 24 Stunden telefonisch erreichbar. Die Aufnahme ist rund um die Uhr das ganze Jahr möglich.

## Geschichte
Das Frauenhaus Zürich entstand aus der Frauenbefreiungsbewegung der 1970er-Jahre. Wie in ganz Europa organisierten sich auch in Zürich Frauen politisch und forderten gesellschaftliche und politische Gleichberechtigung. Gewalt gegen Frauen war in den 1970er-Jahren ein gesellschaftliches Tabuthema. Seit 1972 existierte in London das erste Frauenhaus Europas, in Deutschland entstanden ähnliche Projekte. Von diesen inspiriert, gründeten einige Frauen in Zürich im November 1976 eine Arbeitsgruppe zum Thema Gewalt gegen Frauen. Aus dieser Arbeitsgruppe entstand 1977 der Verein zum Schutz misshandelter Frauen und deren Kinder.
Um die Öffentlichkeitsarbeit und den Trägerverein des Frauenhauses politisch zu unterstützen, wurde 1981 eine Stiftung gegründet. Die Anwältin Jeanne DuBois war dabei federführend und präsidierte den Stiftungsrat bis 2008. Zu den ersten Stiftungsrätinnen gehörten die Politikerinnen Claudia Depuoz (CVP), Verena Grendelmeier (LdU), Liselotte Meyer-Fröhlich (FDP), Rita Gassmann (SP, SGB) sowie die reformierte Pfarrerin Dora Wegmann.

### Aufbau
Eine 1977 durchgeführte Umfrage des Vereins zum Schutz misshandelter Frauen und deren Kinder bei mehreren hundert Fachpersonen und Ämtern ergab, dass 81 % der Fachpersonen regelmässig mit dem Problem Gewalt gegen Frauen konfrontiert waren. Der Kantonsrat Armand Meyer reichte am 18. April 1977 eine Interpellation ein und forderte, der Zürcher Kantonsrat müsse entsprechende Schutzunterkünfte und Beratung organisieren. Mit diesem Anliegen stiess er allerdings auf Unverständnis und Ablehnung.
In einem ersten Schritt richteten die Initiantinnen 1977 im Frauenzentrum an der Lavaterstrasse eine Beratungsstelle für von häuslicher Gewalt betroffene Frauen ein, die sie ehrenamtlich betrieben. Die Beratungsstelle stiess jedoch bald an ihre Grenzen: Bereits am ersten Nachmittag erschien dort eine Frau mit gepackten Koffern. Ebenfalls 1977 veröffentlichte die Journalistin Marianne Pletscher in Zusammenarbeit mit dem Verein das Buch Weggehen ist nicht so einfach. Gewalt gegen Frauen in der Schweiz. Das grosse Interesse am Buch und die hohe Anzahl Frauen, die die Beratungsstelle aufsuchten, machten deutlich, dass ein Frauenhaus dringend vonnöten ist. Der Verein suchte ab 1978 eine geeignete Unterkunft für ein Frauenhaus. Die dafür notwendigen finanziellen Mittel wurden über Spenden von Kirchgemeinden, Frauenvereinen und Privatpersonen beschafft.
1978 ersuchte der Verein, unterstützt von diversen Politikerinnen, bei der Liegenschaftenverwaltung der Stadt Zürich um eine für ein Frauenhaus geeignete Liegenschaft. Ende 1978 erhielt der Verein von der Stadt Zürich eine auf sechs Monate befristete Wohnung. Bereits nach zwei Monaten war die Vierzimmerwohnung überfüllt, zeitweise lebten darin 18 Frauen und Kinder. Parallel zum Betrieb suchte der Verein ein grösseres Objekt und wurde kurz vor Ablauf des Mietvertrags fündig: Die Stadtverwaltung bot ihm ein zentral gelegenes, grosses Haus mit Garten an, in welches das Frauenhaus 1979 einzog. Das Frauenhaus war als Wohngemeinschaft konzipiert, die Bewohnerinnen organisierten den Alltag selber. Nacht- und Wochenendschichten wurden von Vereinsmitgliedern ehrenamtlich übernommen.

### Reorganisation
Das neue, grössere Haus zog Anpassungen in der Struktur des Frauenhauses mit sich, nach und nach wurde das Team erweitert. Die Finanzierung des Betriebs blieb schwierig und basierte auf Spenden. Im Mai 1980 sprachen Kanton und Stadt Zürich zum ersten Mal Subventionen für den Betrieb des Frauenhauses. Da die Beiträge von der Belegungszahl abhängig waren, die Betriebskosten aber in jedem Fall anfielen, mussten Verein und Stiftungsrat jedoch bereits 1982 erneut mit einer grossangelegten Kampagne um Finanzmittel werben.
1996 eröffnete das Sozialdepartement der Stadt Zürich die auf gewaltbetroffene Migrantinnen spezialisierte Wohngemeinschaft von Migrantinnen für Migrantinnen Violetta. Nach fünf Jahren wurde der Betrieb im Rahmen des sogenannten New Public Management (NPM) innerhalb der Stadt an die Stiftung Kinderdorf Pestalozzi übertragen. 2005 wiederum übernahm die Stiftung Frauenhaus Zürich – nach einer Reorganisation zwischen dem Verein und der Stiftung – auch die Trägerschaft für Violetta. Im Rahmen der Reorganisation wurde per Sommer 2004 die Stelle einer Geschäftsführerin geschaffen, die sowohl für die operative Umsetzung der strategischen Ziele des Stiftungsrates als auch für politische Vernetzung, Öffentlichkeitsarbeit und die Finanzmittelbeschaffung zuständig ist. Zunächst wurden die beiden Kriseninterventionsbetriebe Violetta und Frauenhaus Zürich parallel geführt, bevor sie 2013 zum Frauenhaus Zürich Violetta fusionierten.

### Aktuell
Seit Sommer 2013 befindet sich das Frauenhaus Zürich Violetta an einem neuen Standort in der Stadt Zürich. Der Standort ist aus Sicherheitsgründen weiterhin anonym. Das Haus bietet 24 Plätze für Frauen mit und ohne Kinder.
Das Sozialamt des Kantons Zürich schloss 2020 zum ersten Mal eine schriftliche Leistungsvereinbarung mit der Stiftung Frauenhaus Zürich ab und erhöhte die Subventionen gemäss dem Übereinkommen des Europarats zur Verhütung und Bekämpfung von Gewalt gegen Frauen und häuslicher Gewalt («Istanbul-Konvention»). Nach wie vor ist die Betriebssicherung jedoch von den effektiven Belegungszahlen abhängig, die kaum geplant, gesteuert und wenig beeinflusst werden können. Allfällige Defizite werden über private Spenden gedeckt.

## Stiftung Frauenhaus Zürich
Die Stiftung Frauenhaus Zürich ist seit 1980 eine gemeinnützig anerkannte und politisch unabhängige Non-Profit-Organisation. Sie ist Trägerin des Frauenhauses Zürich Violetta sowie des Nachbetreuungsangebotes VistaNova und leistet Vernetzungs- und Öffentlichkeitsarbeit zum Thema häusliche Gewalt/Gewalt gegen Frauen. Die Stiftung Frauenhaus Zürich versteht Gewalt gegen Frauen gemäss ihrem Leitbild «als ein grosses gesellschaftliches Problem, das in patriarchalen Werten und Strukturen begründet ist und vorwiegend von Männern gegen Frauen und deren Kinder ausgeübt wird», und nimmt eine parteiliche Haltung für gewaltbetroffene Frauen und deren Kinder ein. Sie orientiert sich an der Überzeugung, dass «die Würde aller Menschen unantastbar ist, dass das Recht auf körperliche und geistige Unversehrtheit für alle Menschen gewährleistet sein muss und dass Gewaltlosigkeit ein Mittel ist, diese Überzeugung zu verwirklichen».

## Angebot

### Frauenhaus Zürich Violetta
Das Frauenhaus Zürich Violetta ist eine Schutzunterkunft für Frauen mit und ohne Kinder, die primär von häuslicher Gewalt und sekundär von weiterer Gewalt im Sinne des Schweizer Opferhilfegesetzes betroffen sind. Es stehen 12 Zimmer mit total 24 Plätzen zur Verfügung. Das Frauenhaus ist als Kriseninterventionsbetrieb mit den Kernaufgaben psychische Stabilisierung, umfassende psychosoziale und juristische Beratung, sozialpädagogische Unterstützung, erste Traumabewältigung und Triage konzipiert. Als Fachstelle für häusliche Gewalt sind die Mitarbeiterinnen des Frauenhauses Zürich Violetta während 24 Stunden telefonisch erreichbar für Auskunft und Beratungen für Betroffene, Drittpersonen, Behörden, Institutionen und weitere Interessierte. Auf die erschwerte Situation von gewaltbetroffenen Migrantinnen wird besonders eingegangen. Die Mitarbeiterinnen verfügen über Fremdsprachenkenntnisse und vielfach über migrationsspezifisches Wissen. Bei Bedarf werden Dolmetscherinnen beigezogen.
Häusliche Gewalt liegt gemäss der Stiftung Frauenhaus Zürich dann vor, «wenn eine Person in einer bestehenden oder einer aufgelösten familiären oder partnerschaftlichen Beziehung in ihrer körperlichen, sexuellen oder psychischen Integrität verletzt wird oder gefährdet wird». Dazu zählt körperliche, psychische, sexuelle, ökonomische und zum Teil auch strukturelle Gewalt.

### Kinder
Mütter nehmen in der Regel ihre Kinder mit ins Frauenhaus. Kinder sind von häuslicher Gewalt immer mitbetroffen, sei dies, weil sie die Gewalt zwischen den Eltern miterleben oder weil sie selber Opfer von Gewalt werden. Kinder haben ihre eigenen Bedürfnisse und ihre eigenen traumatischen Erfahrungen, die sich von denen der Mütter unterscheiden können. Sie erhalten deshalb im Frauenhaus Zürich Violetta eine eigene parteiliche Begleitung sowie altersadäquate und bedürfnisspezifische Unterstützung durch die sogenannten Kinderfachfrauen.

### VistaNova
Die Opferhilfe im Kanton Zürich finanziert entsprechend dem Schweizer Opferhilfegesetz seit 2020 die ersten 35 Tage des Aufenthaltes von Frauen und Kindern im Frauenhaus. Diese Zeit reicht allerdings in den wenigsten Fällen aus, damit die von Gewalt betroffene Frau ihr Leben mit den vielen Herausforderungen bezüglich Trennung/Scheidung, Wohnung, Arbeit, Kinder, Sorgerechtsregelung und aufenthaltsrechtlicher Fragen reorganisieren kann. Die Stiftung Frauenhaus Zürich hat deshalb 2015 VistaNova gestartet: Das stationäre Nachbetreuungsangebot VistaNova bietet im direkten Anschluss an den Aufenthalt im Frauenhaus bis zu 12 Monate Unterstützung durch Wohnraum und ambulante Begleitung vor Ort. VistaNova ist in zwei 5½-Zimmer-Wohnungen im selben Haus in der Stadt Zürich beheimatet und bietet Platz für maximal fünf Frauen und sechs Kinder. Ziel ist das nachhaltige Empowerment der Frauen und Kinder und eine reale Chance auf ein gewaltfreies Leben. Ab 2023 wird auch dieses Angebot vom Kanton subventioniert, in Ergänzung zur Finanzierung gemäss Kostengutsprache der jeweiligen Wohngemeinde.

## Prävention
Prävention im Sinn von Vorbeugung und Verhinderung ist eine Kernaufgabe der Stiftung Frauenhaus Zürich. Mit jedem Eintritt ins Frauenhaus wird eine Frau vor weiterer Gewalt geschützt. Unter Umständen kann so auch ein Feminizid verhindert werden.
Zur Sensibilisierung der breiten Gesellschaft sowie spezifischer Berufsgruppen leistete zuerst der Verein zum Schutz misshandelter Frauen und deren Kinder und seit 1980 die Stiftung Frauenhaus Zürich vielfältige Beiträge wie Jahresberichte, Medienbeiträge, Aktionen und Demonstrationen. Somit trugen Verein und Stiftung ab Ende der 1970er Jahre wesentlich zur Enttabuisierung des Themas häusliche Gewalt bei. Bis heute publiziert die Stiftung Frauenhaus Zürich ihre Jahresberichte auf ihrer Website und betreibt mittels Medienbeiträgen weiterhin Öffentlichkeitsarbeit. Beispielsweise produzierte die Stiftung Frauenhaus Zürich 2010 eine Bildungs-DVD für junge Erwachsene zum Thema häusliche Gewalt und initiierte 2022 anlässlich ihres 40-jährigen Bestehens das Buch Wann, wenn nicht jetzt – das Frauenhaus in Zürich. Ebenfalls 2022 entstand der von der Stiftung Frauenhaus Zürich in Auftrag gegebene Comic Noch einmal und ich gehe, der ein junges Publikum ansprechen und auf häusliche Gewalt sensibilisieren soll.

## Publikationen

### Bücher
- Marianne Pletscher: Weggehen ist nicht so einfach. Gewalt gegen Frauen in der Schweiz. Limmat Verlag, Zürich 1977, ISBN 3-85791-011-3.
- Christina Caprez: Wann, wenn nicht jetzt – das Frauenhaus Zürich. Herausgegeben von der Stiftung Frauenhaus Zürich. Limmat Verlag, Zürich 2022, ISBN 978-3-03926-036-2.
- Helena Appenzeller, Nora Strassmann: Noch einmal und ich gehe. Stiftung Frauenhaus Zürich, Zürich 2022.

### Filme
- Hier habe ich gelernt, dass eine Frau auch ein Mensch sein kann. Regie: Marianne Pletscher, Schweiz, 1980.
- Gegen Gewalt an Frauen: Bildungs-DVD in 5 Teilen für junge Erwachsene und weitere Interessierte. Produktion: Stiftung Frauenhaus Zürich, Susan A. Peter, Christina Ramsauer, Schweiz 2010, 85 Minuten.

### Studien
- Veronika Sutter: «Beziehungsgeschichten» – Massenkommunikation zu häuslicher Gewalt. Herausgegeben von der Stiftung Frauenhaus Zürich, 2006.
- Beatrice Büttner, Sonja Perren, Rainer Hornung: Häusliche Gewalt in den Printmedien der Deutschschweiz. Darstellung häuslicher Gewalt im Jahr 2002 in sämtlichen grösseren Printmedien der Deutschschweiz. Im Auftrag der Stiftung Frauenhaus Zürich, 2004.

### Artikel
- Redaktion Olympe (Hrsg.): Männer-Gewalt gegen Frauen: gesellschaftlich, grenzenlos, grauenhaft. Olympe, Zürich 2000, ISBN 3-905087-26-X.
- Christine Goll: Gewalt gegen Frauen: (noch) ein Politikum in der Schweiz? In: Widerspruch – Beiträge zu sozialistischer Politik. Rotpunktverlag, Zürich 2011.

## Auszeichnungen
Förderpreis der Stadt Zürich für die Gleichstellung von Frau und Mann, 2008.